# James A. Frear
James Archibald Frear, född 24 oktober 1861 i Hudson, Wisconsin, död 28 maj 1939 i Washington, D.C., var en amerikansk politiker (republikan). Han var Wisconsins statssekreterare 1907–1913 och ledamot av USA:s representanthus 1913–1935.
Frear ligger begravd på Arlingtonkyrkogården.